# Herstal

Herstals läge inom provinsen Liège

Herstal är en kommun i provinsen Liège i regionen Vallonien i Belgien. Herstal hade 37 685 invånare per 1 januari 2008.